# The Lie
The Lie é um filme mudo de drama curta norte-americano de 1914, dirigido por Allan Dwan e estrelado por Murdock MacQuarrie, Pauline Bush e Lon Chaney. O filme é agora considerado perdido.